# Slavum esfandiarii
Slavum esfandiarii är en insektsart. Slavum esfandiarii ingår i släktet Slavum och familjen långrörsbladlöss. Inga underarter finns listade i Catalogue of Life.